# Holoaden
Holoaden is een geslacht van kikkers uit de familie Strabomantidae. De groep werd voor het eerst wetenschappelijk gepubliceerd door Alípio de Miranda Ribeiro in 1920. Het geslacht wordt vertegenwoordigd door vier soorten.
De verschillende soorten hebben vaak een gegranuleerde (gekorrelde) huid en hebben een pad-achtig uiterlijk. Alle soorten komen voor in het zuidoosten van Brazilië.

## Soorten
Geslacht Holoaden
- Soort Holoaden bradei Lutz, 1958
- Soort Holoaden luederwaldti Miranda-Ribeiro, 1920
- Soort Holoaden pholeter Pombal, Siqueira, Dorigo, Vrcibradic & Rocha, 2008
- Soort Holoaden suarezi Martins & Zaher, 2013

Bahius ·
Barycholos ·
Bryophryne ·
Euparkerella ·
Holoaden ·
Microkayla ·
Noblella ·
Psychrophrynella ·
Qosqophryne